# 轰炸上萨尔茨堡山
1945年4月25日，英国皇家空军轰炸机司令部在第二次世界大战欧洲战场落幕前夕轰炸上萨尔茨堡山，最终以四人阵亡并损失两架轰炸机的代价重创部分目标建筑，德方有31人丧生。上萨尔茨堡山位于巴伐利亚，山上有为阿道夫·希特勒及纳粹德国其他高层领导修筑的住宅和掩体。盟军炸毁许多建筑，但对掩体群及希特勒的宅邸影响不大。
历史学家认为盟军发动此次空袭的原因存在多种可能，如支援地面作战，展示英国重型轰炸机部队的战斗力，摧毁德国顽固派人士继续战斗的意志，为战争爆发前的绥靖政策模糊焦点。盟军共派出359架重型轰炸机组成的庞大部队，希望一举摧毁山下掩体群，杜绝德国政府高官在此经营高山要塞的可能。设法定位并标记目标后，轰炸机共发起两轮攻势。上萨尔茨堡山约有3000人躲入掩体，附近小镇贝希特斯加登未受影响。希特勒此时正在柏林，山上仅有的纳粹高官赫尔曼·戈林在空袭后生还。
此次行动当时引来大量媒体关注，但如今已基本被世界遗忘。大部分机组人员对能够攻击希特勒的私宅十分满意，但因事实证明高山要塞纯属神话，战后大部分历史学家很少提及此次轰炸。

## 背景
纳粹党统治德国期间，巴伐利亚小镇贝希特斯加登的上萨尔茨堡山上为阿道夫·希特勒及其他纳粹党高层建起大量山间别墅和木屋，希特勒通常每年会在此居住四个月以上。第二次世界大战爆发前，他多次在宅邸贝格霍夫款待他国领导人。1938年9月15日，希特勒和英国首相内维尔·张伯伦在贝格霍夫会晤，双方的商谈之后发展成《慕尼黑协定》。经过纳粹宣传，贝格霍夫已成为大部分德国人眼中希特勒领导地位的重要标识。
战争爆发后，希特勒依然经常光顾上萨尔茨堡山，这里也成为他的其中一个主要指挥中心。1944年上半年，希特勒大部分时间都待在这里，但7月14日离开后就没有再回来。战争期间面对盟军越来越猛烈的空袭，山下建起复杂的地堡和隧道群。建筑群受到高射炮保护，还有能产生烟幕全面掩护的机械装置。1944年春，所有建筑经过伪装，确保敌人难以从空中定位。

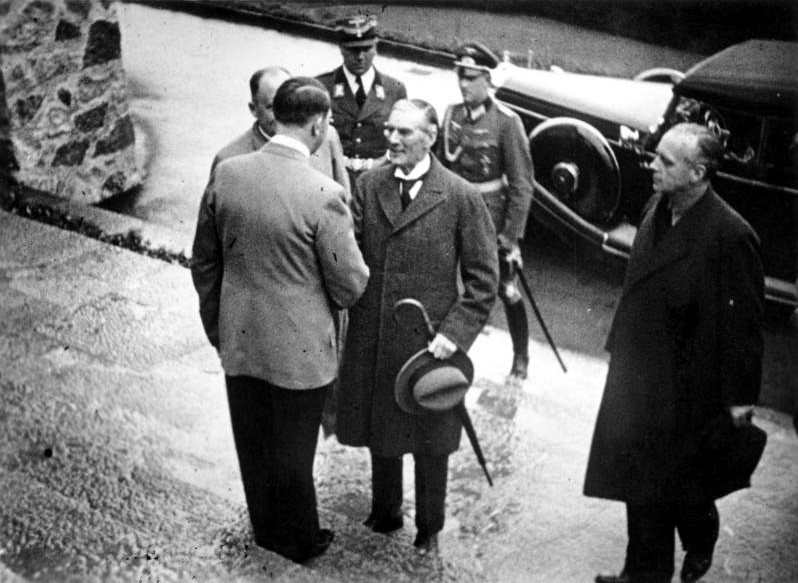
1938年9月15日，阿道夫·希特勒在贝格霍夫问候内维尔·张伯伦

盟军在1945年4月前就曾考虑袭击上萨尔茨堡山，但之后决定放弃。上萨尔茨堡山的位置举世闻名，盟军情报机构于1944年6月确定希特勒就是在贝格霍夫指挥抵抗诺曼底登陆的战斗。英国皇家空军制订袭击上萨尔茨堡山的计划，行动代号“地狱”（Hellbound）。美国陆军航空军侦察机在6月16至20日间拍下当地照片，美国第十五航空队（Fifteenth Air Force）规划飞行路线，准备从盟军在意大利境内控制的基地出发袭击目标。但是美国陆军航空军总司令亨利·阿诺德上将认为上萨尔茨堡山防御严密，盟军不大可能一举斩首希特勒，还要承受重大损失，而且希特勒对德国军队的领导很无能，这对盟军有利，最终阿诺德于6月20日决定不空袭目标。他在日记中写道：“希特勒是我们的秘密武器，因此不要轰炸他的城堡，不要伤着他，让他继续犯错”。英国特别行动执行处曾于1944年中期制订“福斯利作战”计划，打算动用特种部队在上萨尔茨堡山刺杀希特勒，最终同样没有执行。
1945年2月，第十五航空队提议轰炸贝希特斯加登地区，但陆军航空军认为精确击中目标难度太大，而且希特勒继续统领德军对盟军有利，所以没有采纳建议。不久，盟军制订第八和第十五航空队共同袭击贝希特斯加登地区桥梁的计划，但同样没有落实。
1945年4月的大规模轰炸前，盟军仅在同年2月20日打击过贝希特斯加登。当天，第十五航空队的八架P-47战斗轰炸机因在意大利执行任务失败转道空袭贝希特斯加登地区。但是，领队对当地战略地位一无所知，飞机把火车定为空袭目标并遭遇强大的防空火力。消息传开后，得知贝格霍夫毫发无损的盟国公众颇感失望。
1945年4月，盟军在德国几乎已掌握绝对制空权。英国皇家空军轰炸机司令部从1944年下半年开始基本只在夜间作业，但随着德国防空火力大幅削弱，又有盟军战斗机远程护航，轰炸机司令部也开始在日间打击德国目标，并且越来越频繁。4月16日，英国参谋长委员会指示轰炸机停止区域轰炸德国城市，转为“直接支持盟军地面战斗部队”，同时继续打击德国海军残部。根据上述命令，轰炸机司令部袭击盟军进攻路线上的德国城市，并精确轰炸其他目标直至4月25日。

## 规划

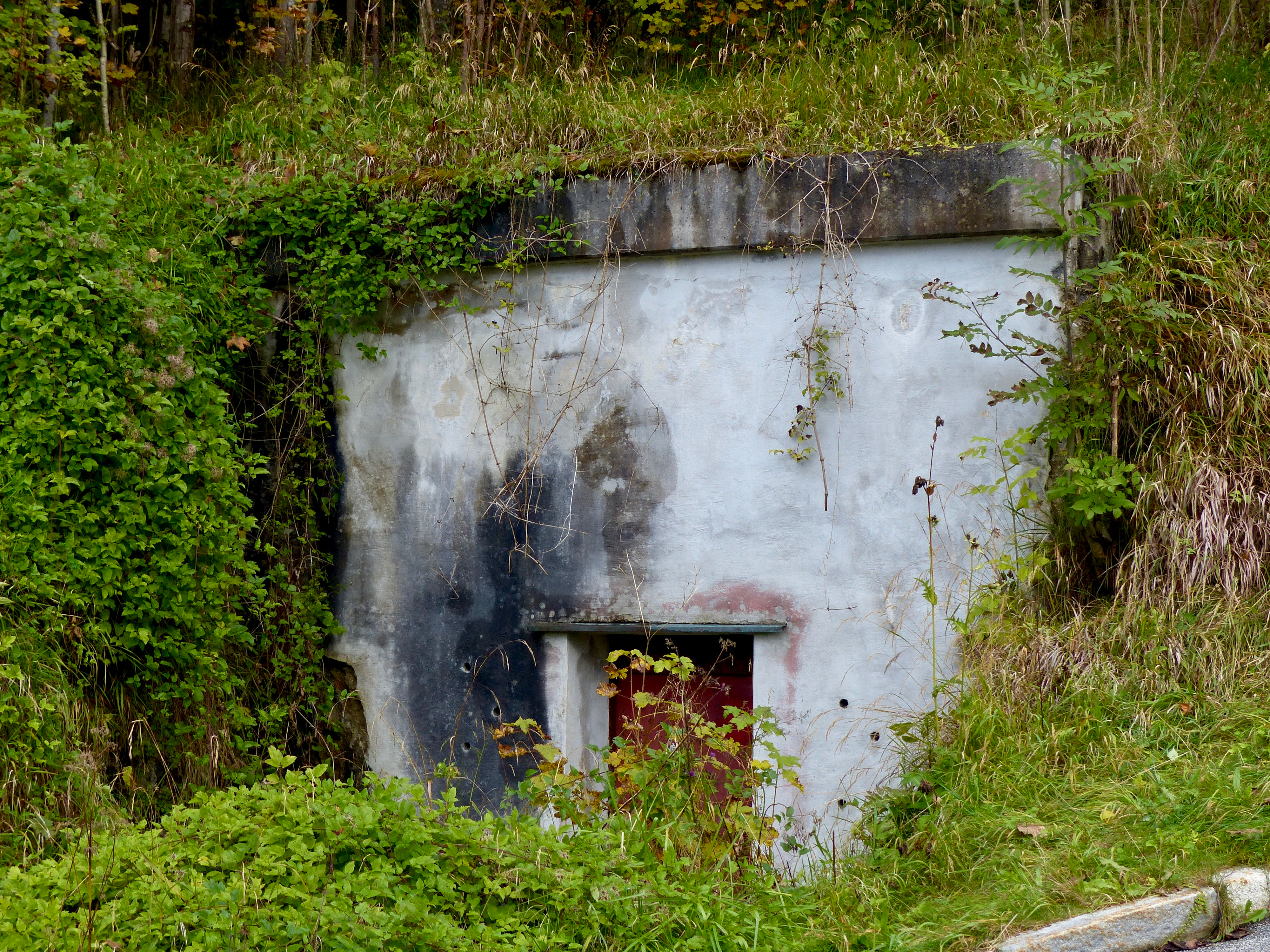
上萨尔茨堡山地堡入口，摄于2016年

1945年，第二次世界大战欧洲战场即将落幕，情报显示德国政府高官和武装党卫队在贝希特斯加登集结，此举可能是要组建高山要塞（Alpenfestung）延长战争，盟军远征部队最高司令部对此高度关注。之后的战争走势证明上述情报不实，德国在战争结束几周前才试图在阿尔卑斯山修筑防御工事。这年4月，希特勒把大部分幕僚派往贝希特斯加登，但本人留在柏林，大部分政府高官已逃往德国其他地区。盟军轰炸上萨尔茨堡山时，帝國元帥赫尔曼·戈林是当地仅有的纳粹高官，但他此时已因4月23日发出的电报被希特勒软禁并解除所有职务，电报提议由戈林接过德军最高指挥权，希特勒认为此举无异政变和叛国。
1945年4月，轰炸机司令部首长、空军上将亚瑟·哈里斯爵士提议空袭上萨尔茨堡山并获盟军远征部队最高司令部批准。哈里斯明确表示，行动目标是支援快速逼近慕尼黑，进而攻击贝希特斯加登的美国陆军第15军（XV Corps）。但美军反对空袭，觉得山上阵地遭遇轰炸后反而更有利于德国人防御地面进攻。历史学家指出，哈里斯是因其他原因提议轰炸上萨尔茨堡山。奥利弗·哈勒（Oliver Haller）的著作认为，哈里斯1945年初打击德国城市之举惹来恐怖轰炸的骂名，他提议打击上萨尔茨堡山是想展示轰炸机司令部的精确轰炸能力。德斯皮娜·斯特拉迪加克斯（Despina Stratigakos）指出，盟军希望通过摧毁贝格霍夫打破纳粹狂热分子对战争的幻想。她还认为，此次空袭意在“从记忆中抹除”战争爆发前英国绥靖政策及《慕尼黑协定》的羞辱历史，贝格霍夫正是《慕尼黑协定》的源头。
空袭的主要目标是贝格霍夫和希特勒偶尔用来招待宾客的鹰巢，附近许多建筑也是轰炸目标，如其他纳粹高官的宅邸，医院，以及负责拱卫上萨尔茨堡山的武装党卫队驻扎营地。次要目标包括萨尔茨堡的桥梁，由无法轰炸上萨尔茨堡山的飞机负责。

## 轰炸
4月25日清晨，轰炸机司令部唤醒机组人员告知任务安排，声称德国政府多名高官此时就在上萨尔茨堡山，甚至有些人听说希特勒也在。早上，轰炸机队从英国基地起飞，其中包括第1（No. 1 Group RAF）和第5联队（No. 5 Group RAF）22个中队抽调的359架兰开斯特重型轰炸机，还有第8联队（No. 8 Group RAF）的16架蚊式轻型轰炸机。轻型轰炸机主要负责使用双簧管导航系统引导重型机飞往目标。此外还有13个英国战斗机中队和美國第八航空隊的98架P-51野马战斗机护航。
轰炸机离开英国后经过巴黎附近，抵达康斯坦茨湖后直接朝上萨尔茨堡山进发。沿途绝大部分路段都已落入盟军之手，但最后400公里仍由德军控制。机队逼近目标期间只有极短时间暴露在高射炮射程内，而且德国空军此时基本全军覆没，所以没有德军战斗机试图拦截。部分野马战斗机飞行员将发现的Ar 234侦察机击落。

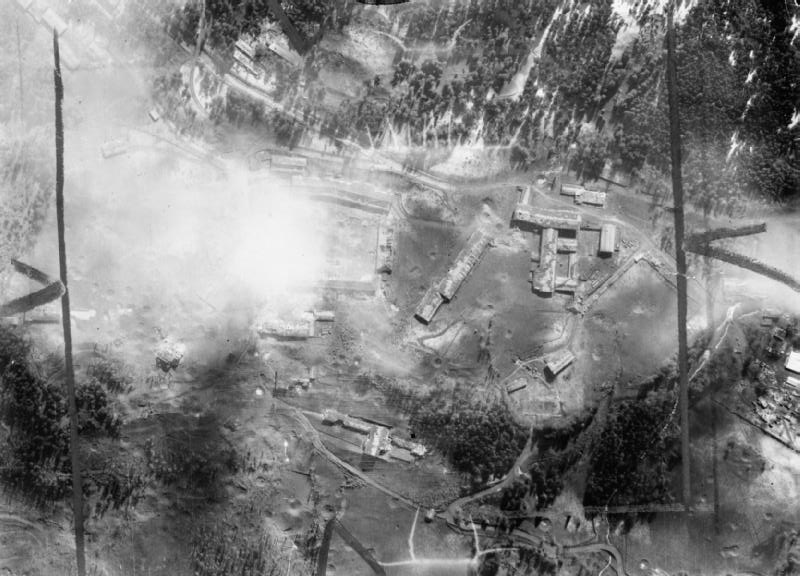
空袭期间上萨尔茨堡山的航拍照片

上午9点30分，首波轰炸机抵达贝希特斯加登但无法立即攻击。受雾和雪阻挡，蚊式轰炸机难以定位目标。与此同时，山上守军因所需化学品耗尽无法放出烟幕屏障。事实证明，双簧管导航系统因无线电信号被山峰阻挡导致毫无用处。重型轰炸机只能持续盘旋直至蚊式轰炸机指明目标。部分轰炸机在此期间飞到附近的萨尔茨堡，受到该市强大的防空火力阻击。还有多架轰炸机差点相撞。
目标终于指明后，首波轰炸从9点51分开始并持续到10点11分。精鋭第617中队（No. 617 Squadron RAF）率先发起攻击，投下大型高脚柜炸弹。第二波轰炸从10点42分持续至11点。盟军共投下1400余吨炸弹，而且非常精准，期望能有效摧毁山下掩体群。
德军高射炮共打下两架兰开斯特轰炸机，其中来自澳大利亚皇家空军第460中队（No. 460 Squadron RAAF）的一架投弹后不久被击中，飞行员在德国特劳恩施泰因附近迫降，所有机组人员被俘，但数天后便获释放。另一架来自英国皇家空军第619中队（No. 619 Squadron RAF），机上四人丧生，被俘的三人很快由盟军部队救出。另外还有多架兰开斯特轰炸机受损，其中一架在巴黎降落。
主要目标方面，鹰巢未受影响，三枚炸弹击中贝格霍夫并造成中等程度破坏。武装党卫队营地、戈林和全国领导马丁·鲍曼的宅邸被毁。山上此时共驻扎约3000人，其中大部分躲进建筑群下的掩体，但还是有包括多名儿童在内的31人丧生，掩体群未受严重破坏。贝希特斯加登及镇上居民基本毫发无伤。
盟军地面部队准备攻击蘇台德地區比尔森附近的斯柯达公司弹药生产设施，以及奥地利境内很可能用于输送德军的铁路。为配合作战，美国陆军航空军于4月25日袭击上萨尔茨堡山地区的交通基础设施。附近遇袭地点包括弗赖拉辛、哈莱因、巴特赖兴哈尔、萨尔茨堡和特劳恩施泰因，许多火车站、医院和煤气厂受到重创，死亡平民超过300人。

## 影响

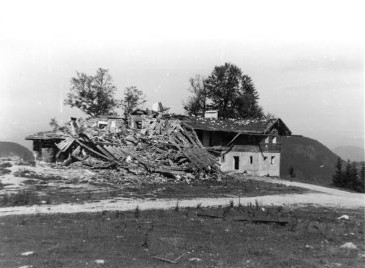
赫尔曼·戈林在山上的宅邸沦成废墟，摄于1948年

盟军轰炸数天后，德军放弃上萨尔茨堡山，武装党卫队撤离前遵照希特勒的命令摧毁贝格霍夫。5月4日，美军第15军占领上萨尔茨堡山，在空袭中生还的戈林于5月9日被美军俘虏。
盟军占领上萨尔茨堡山后，美国和法国军人在山上大肆洗劫，严重程度远超盟军占领的其他德国城镇，这主要是因为当地与纳粹领导人关系密切。斯特拉迪加克斯认为，此次空袭的目标是羞辱纳粹政权，但军人抢劫之举对此起反作用，导致世界各地都有希特勒相关纪念品出售。美国摄影记者李·米勒（Lee Miller）在盟军占领当地后不久抵达上萨尔茨堡山，据他所言，山上被彻底洗劫一空，“甚至没有半块战犯纪念品留给博物馆，世界各地的人们手中从此掌握着餐巾环或咸菜叉，据称都是希特勒昔日用过的东西”。
对于大多数参与此次行动的中队来说，轰炸上萨尔茨堡山都是他们的最后一次作战任务。大部分机组人员对能够袭击希特勒的私宅十分满意，也有部分人对造成的人员伤亡感到遗憾。4月25日夜间至26日凌晨，轰炸机司令部最后一次出击，袭击挪威境内的炼油厂，此后直到5月8日战争结束都只执行过战俘运输和食品投放任务。
空袭引来当时大量媒体关注，但如今已基本被世界遗忘。当代新闻报导认为行动战略意义重大，上萨尔茨堡山不但是备用指挥中心，还是纳粹政权象征，甚至主张本次空袭乃压倒希特勒和德国的最后一根稻草。媒体针对轰炸的报导同样提及1938年张伯伦到访贝格霍夫。事实证明所谓高山要塞纯属神话，战后历史学家很少回顾此次行动。
二战结束后上萨尔茨堡山仍由美军占领，在此建起军人娱乐中心。沦为废墟的纳粹建筑引来新纳粹分子膜拜，巴伐利亚政府为此在希特勒自杀七周年之际于1952年4月30日彻底摧毁建筑。1996年，美军关闭娱乐中心，把上萨尔茨堡山移交巴伐利亚政府，山上其他建筑在21世纪初拆除，为修建度假胜地腾出空间。1999年，“上萨尔茨堡山档案博物馆”（Dokumentationszentrum Obersalzberg）开幕，介绍纳粹统治时期上萨尔茨堡山的历史。2008年，贝格霍夫所在位置立起标识牌，告诉世人希特勒曾在此做出有关第二次世界大战和犹太人大屠杀的重大决策。

### 脚注
1. 1 2  Grant 2013，第22頁.
2. 1 2  Stratigakos 2015，第103頁.
3. 1 2  Stratigakos 2015，第265頁.
4. ↑  Haller 2011，第15–16頁.
5. 1 2  Mitchell 2007，第51頁.
6. ↑  Mitchell 2007，第51–52頁.
7. 1 2 3  Stratigakos 2015，第259頁.
8. ↑  Mitchell 2007，第53–54頁.
9. 1 2  Mitchell 2007，第52頁.
10. ↑  Mitchell 2007，第51, 53頁.
11. ↑  Haller 2011，第10頁.
12. ↑  Nichol & Rennel 2004，第247頁.
13. ↑  Richards 2001，第254頁.
14. ↑  Ellis & Warhurst 1968，第316–317頁.
15. ↑  Hastings 1999，第344–345頁.
16. ↑  Ellis & Warhurst 1968，第317頁.
17. 1 2  Haller 2011，第11頁.
18. 1 2 3 4 5  Grant 2013，第24頁.
19. ↑  Mitchell 2007，第67–69頁.
20. ↑  Evans 2008，第722頁.
21. ↑  Ring 2013，第274頁.
22. ↑  Evans 2008，第724頁.
23. 1 2  Richards 2001，第286頁.
24. ↑  Haller 2011，第6頁.
25. 1 2 3  Stratigakos 2015，第266頁.
26. 1 2  Haller 2011，第12頁.
27. ↑  Nichol & Rennel 2004，第366–368頁.
28. 1 2 3 4 5 6  Haller 2011，第13頁.
29. 1 2  Middlebrook & Everitt 1985，第701頁.
30. 1 2  Haller 2011，第14頁.
31. 1 2 3 4 5 6  Grant 2013，第25頁.
32. 1 2 3  Ring 2013，第277頁.
33. ↑  Stratigakos 2015，第264頁.
34. 1 2 3  Stratigakos 2015，第260頁.
35. ↑  Nichol 2015，第312–313頁.
36. ↑  Haller 2011，第13–14頁.
37. 1 2  Haller 2011，第16頁.
38. ↑  Miller 2008，第488頁.
39. ↑  Haller 2011，第12–13頁.
40. ↑  Haller 2011，第15頁.
41. ↑  The Hitler Shrine.
42. ↑  Evans 2008，第728頁.
43. ↑  Givens 2014，第44–45頁.
44. ↑  Kaplan 2007，第265頁.
45. ↑  Nichol 2015，第313–314頁.
46. ↑  Nichol & Rennel 2004，第372頁.
47. ↑  Richards 2001，第286–287頁.
48. 1 2  Haller 2011，第17頁.
49. ↑  Kaplan 2007，第244頁.
50. ↑  Kaplan 2007，第244–245頁.
51. ↑  Dokumentation Obersalzberg - about us.
52. ↑  Hitler at home.